# Eugerres plumieri
La mojarra rayada (Eugerres plumieri) es una especie de pez perteneciente a la familia de los gerreidos.

## Descripción
- Puede alcanzar 40 cm de longitud, en promedio 30 cm y 1,02 kg de peso.[5][6][7] El cuerpo es plateado con matices azul verdosos hacia la parte dorsal y 10 a1 2 franjas longitudinales delgadas de color pardo oscuro, que siguen las hileras de escamas; el rostro es gris oscuro; las aletas dorsal y caudal sombreadas; la parte frontal de la segunda espina de la dorsal negra; las aletas anal y pélvicas de color amarillo anaranjado.[8]

## Alimentación
Se alimenta de insectos acuáticos, crustáceos, microbivalvos y detritus. Se ha determinado que el bivalvo Mytilopsis sallei es el alimento predominante de esta especie; la destrucción de los bancos de estas y otras ostras, está causando la reducción drástica de la población de peces.

## Hábitat
Se adapta al agua salobre,  agua dulce y al agua de mar; demersal y de clima tropical y subtropical.

## Distribución geográfica
Se encuentra en el Océano Atlántico occidental: desde de Carolina del Norte, Florida y el golfo de México hasta Brasil. Está ausente de las Bahamas y de las islas pequeñas de las Antillas.

## Utilización comercial
Se comercializa fresco y se emplea para elaborar harina de pez

## Observaciones
Es inofensivo para los humanos.